# Elysia tuca
Elysia tuca är en snäckart som beskrevs av Ev. Marcus och Er. Marcus 1967. Elysia tuca ingår i släktet Elysia och familjen sammetssniglar. Inga underarter finns listade i Catalogue of Life.